# Nancy Drew... Reporter
Série Nancy Drew (1938)
Nancy Drew... Detective
(1938) Nancy Drew... Trouble Shooter
(1939)
Pour plus de détails, voir Fiche technique et Distribution.
Nancy Drew... Reporter est un film américain en noir et blanc réalisé par William Clemens, sorti en 1939.
Adapté de la série littéraire Alice Roy du collectif Caroline Quine, il s'agit du deuxième volet de la tétralogie (entièrement réalisée par William Clemens) mettant en scène Bonita Granville dans le rôle de Nancy Drew. Contrairement au premier volet qui s'inspirait librement d'un roman de la série, ce deuxième volet met en scène une histoire inédite, n'adaptant aucun roman de la série littéraire.
Le troisième volet est Nancy Drew... Trouble Shooter.

## Synopsis
Pour gagner le concours du journal local pour lequel un amateur doit rédiger le meilleur article, Nancy Drew décide d'aider Eula Denning, une femme innocente accusée de meurtre.

## Fiche technique
- Titre français : L'Affaire Lambert
- Titre original : Nancy Drew... Reporter
- Réalisation : William Clemens
- Scénario : Kenneth Gamet, d'après Alice Roy du collectif Caroline Quine
- Direction artistique : Stanley Fleischer
- Montage : Frank DeWar
- Photographie : Arthur Edeson
- Musique : Heinz Roemheld
- Costumes : Milo Anderson
- Producteurs : Bryan Foy
- Sociétés de production : First National Pictures
- Sociétés de distribution : Warner Bros. Pictures
- Pays d’origine :  États-Unis
- Langue : anglais
- Format : noir et blanc — 1.37:1 — son : Mono
- Genre : policier
- Durée : 68 min
- Dates de sortie : 
  - États-Unis : 18 février 1939
  - France : 31 janvier

## Distribution
- Bonita Granville : Nancy Drew
- Frankie Thomas : Ted Nickerson
- John Litel : Carson Drew
- Mary Lee : Mary Nickerson
- Dickie Jones : Killer Parkins
- Larry Williams : Miles Lambert
- Betty Amann : Eula Denning
- Thomas E. Jackson : le rédacteur en chef
- Olin Howland : sergent Entwhistle
- Sheila Bromley : Bonnie Lucas
- Art Smith : l'éditeur
- Jimmy Conlin : le libraire